# Ernesto Prinoth
 Ernesto Prinoth  va ser un pilot de curses automobilístiques italià que va arribar a disputar curses de Fórmula 1.
Prinoth va néixer el 15 d'abril del 1923 a Ortisei, Itàlia i va morir a Innsbruck, Àustria el 26 de novembre del 1981. Va ser el fundador de la companyia Prinoth AG, empresa especialitzada en màquines i vehicles llevaneu.

## A la F1
Va debutar a la sisena cursa de la temporada 1961 (la dotzena temporada de la història) del campionat del món de la Fórmula 1, disputant el 10 de setembre del 1961 el GP d'Itàlia al circuit de Monza encara que no va arribar a qualificar-se per disputar la prova.
Ernesto Prinoth va participar en dues proves puntuables pel campionat de la F1, no aconseguint prendre la sortida a cap de les dues i no assolí cap punt pel campionat del món de pilots.

## Resultats a la Fórmula 1
| Any  | Equip               | Xassís | Motor  | 1   | 2   | 3   | 4   | 5   | 6   | 7       | 8   | 9   | Posició | Punts |
| ---- | ------------------- | ------ | ------ | --- | --- | --- | --- | --- | --- | ------- | --- | --- | ------- | ----- |
| 1961 | Scuderia Dolomiti   | Lotus  | Climax | MON | HOL | BEL | FRA | GBR | ALE | ITA NVS | USA |     | -       | 0     |
| 1962 | Scuderia Jolly Club | Lotus  | Climax | HOL | MON | BEL | FRA | GBR | ALE | ITA NVQ | USA | SUD | -       | 0     |

### Resum
| Curses: | Victòries: | Pòdiums: | Poles: | Voltes ràpides: | Punts: |
| ------- | ---------- | -------- | ------ | --------------- | ------ |
| 2       | 0          | 0        | 0      | 0               | 0      |